# Isbedömning
Isbedömning är det som långfärdsskridskoåkare gör när de avgör om isen är lämplig för skridskoåkning eller inte. Lämplig is karaktäriseras bland annat av:
- Isen håller för hela gruppen. Detta avgörs på olika sätt, exempelvis genom att använda ispik, lyssna på isens ton, belasta isen med sin egen tyngd (först försiktigt, sedan mer utmanande) eller genom att avgöra istyp och istjocklek.
- Isen är bra att åka på (till exempel inte alltför ojämn)
- Isen inte riskerar att brytas upp av exempelvis stark vind eller vågor

Kunskapen att bedöma is tillgodogör man sig delvis genom teoretiska studier av isarnas fysikaliska egenskaper men framförallt genom att studera erfarna långfärdsskridskoåkare och genom egna erfarenheter.